# El Cinquè Manament
El Cinquè Manament (títol original: The Sixth Commandment, que significa El sisè manament) és una sèrie de televisió britànica de quatre parts, escrita per Sarah Phelps i dirigida per Saul Dibb. Basada en la mort de Peter Farquhar i Ann Moore-Martin, és protagonitzada per Timothy Spall, Anne Reid, Sheila Hancock, Éanna Hardwicke, Annabel Scholey i Ben Bailey Smith. Produïda per Wild Mercury Productions i True Vision Productions, la sèrie va començar a emetre's a BBC One el 17 de juliol de 2023. Pot veure's a Filmin doblada i subtitulada en català. El títol en català fa referència al cinquè manament del catolicisme, que diu: No mataràs; en anglès és el sisè manament, tal com indiquen les altres vessants del cristianisme i el judaisme.

## Sinopsi
La història explora la manipulació narcisista i l'assassinat de Peter Farquhar i la mort de la seva veïna Ann Moore-Martin al poble de Maids Moreton de Buckinghamshire el 2015 i el 2017, i les conseqüències d'aquests esdeveniments, inclosa la investigació policial i el judici penal de Ben el 2019. Field i Martyn Smith.

## Repartiment
- Timothy Spall com a Peter Farquhar
- Anne Reid com Ann Moore-Martin
- Éanna Hardwicke com a Ben Field
- Annabel Scholey com Ann-Marie Blake
- Sheila Hancock com Elizabeth Zettl
- Ben Bailey Smith com a Simon Blake
- Conor MacNeill com a Martyn Smith
- Adrian Rawlins com Ian Farquhar
- Amanda Root com Sue Farquhar
- Jonathan Aris com a DCI Mark Glover
- Rick Warden com Oliver Saxby
- Peter Sullivan com a David Jeremy
- Anna Crilly com a DS Natalie Golding